# Tatort: Falscher Hase
Falscher Hase ist ein Fernsehfilm aus der Krimireihe Tatort. Der vom Hessischen Rundfunk produzierte Beitrag ist die 1101. Tatort-Episode und wurde erstmals am 1. September 2019 im Ersten gesendet. Das Frankfurter Ermittlerduo Janneke und Brix ermittelt in seinem zehnten Fall.

## Handlung
Der Unternehmer Hajo Lohmann und seine Frau Biggi haben sich mit ihrer mittelständischen Firma Lohmann Solar Technology GmbH durch den Kauf von einer Tonne kostbarer, seltener Erden für die Solarzellenproduktionen massiv übernommen und stehen kurz vor der Pleite. Sie inszenieren einen Raubüberfall, um ihre Versicherung zu betrügen. Es soll so aussehen, als sei ein LKW mit der Lieferung eben dieser Erden geraubt worden. Biggi schießt Hajo wie verabredet ins Bein, allerdings werden die beiden von ihrem Wachmann Jürgen Röhring überrascht, welchen Biggi im Affekt sehr treffsicher genau zwischen die Augen erschießt. Die beiden spielen das Spiel vom angeblichen Raubüberfall mit der Polizei scheinbar eine Zeit lang erfolgreich. Hajo, zunächst schwerer verletzt als beabsichtigt, erholt sich relativ schnell von seiner Verletzung. Die Versicherung will wegen eines nicht gemeldeten früheren Überfalls allerdings nicht zahlen. Biggi gerät im weiteren Verlauf in weitere Verwicklungen und erschießt zwei weitere in den Versicherungsbetrug verwickelte Männer, ebenfalls sehr treffsicher zwischen die Augen. Die lokalen Medien sprechen von einem „Zyklopen-Killer“, die Polizei vermutet zunächst einen Profi hinter der Tat. Am Ende wird Biggi als Täterin überführt. Im Nachspann wird gezeigt, dass Biggis Treffsicherheit daher kommt, dass sie in ihrer Jugend mehrfache Schützenkönigin war.

## Hintergrund
Der Film wurde vom 25. Oktober 2018 bis zum 9. Dezember 2018 in Frankfurt und Umgebung gedreht.

## Rezeption

### Kritiken
„In vielerlei Hinsicht führt dieser Retro-Krimi direkt in unsere Gegenwart. Dort träumt man noch von den geilen Achtzigern und rüstet eher verzagt für die technologischen Notwendigkeiten der Zukunft auf, an die man eigentlich sowieso nicht recht glaubt. Dass die tragikomische Tricksergeschichte aus dem Sonnenenergiesektor überwiegend in herbstlichen Nebel-Panoramen gefilmt wurde, ist eine weitere von vielen starken Pointen in diesem "Tatort".“

„Erkennbar beeinflusst ist dieser Tatort von Fargo und er ruft die Serie Arthurs Gesetz in Erinnerung, wo man sich gruseln konnte, wie aus der lieblosen Ehemann-Verstümmelung komödiantischer Reiz gezogen wird (ist der Ehemann als Opfer womöglich zu wenig beachtet?). Der falsche Hase aber findet zwischen der Skurrilität zu unerwartetem Ernst, zu Verzweiflung, Zärtlichkeit, Schuld. Dabei ist es ziemlich haarsträubend, welche Wendungen das Buch von Emily Atef (die auch Regie führte) und Lars Hubrich nimmt, aber im Film ist es halt so: Wenn es funktioniert, dann funktioniert es. Die Kommissare Janneke […] und Brix […] verhalten sich im Wesentlichen wie Zuschauer, die alles glauben, und kriegen am Ende knapp die Kurve. Das ist dann fast traurig.“

„Ernst muss man das alles nicht nehmen, denn der Erzählton ist mal finster und ambitioniert, dann wieder flapsig und scherzhaft. Doch Kopfschusstragik und Hackfleischgenuss liegen hier enger beieinander, als der Handlung guttut“

„Der Titel dieser „Tatort“-Episode des HR verweist auf traditionelle bürgerliche Küche, aber in Wahrheit ist „Falscher Hase“ eine Delikatesse: komisch und grotesk, liebevoll gestaltet und ausgestattet, voller aberwitziger, hinreißender Figuren und abgedrehter Dialoge. Der Cast ist bis in die kleinen Nebenrollen (Johanna Wokalek, Thorsten Merten) superb besetzt. Insbesondere brilliert in diesem komödiantischen Fest Katharina Marie Schubert als liebevolle Gattin, besorgte Unternehmerin und todsichere Schützin. (Anm.: Der Autor vergibt fünfeinhalb von sechs möglichen Punkten.)“

### Einschaltquoten
Die Erstausstrahlung von Falscher Hase am 1. September 2019 wurde in Deutschland von 6,60 Millionen Zuschauern gesehen und erreichte einen Marktanteil von 20,5 % für Das Erste.